# Cent (zene)
A cent (rövidítve C) az exponenciális tulajdonságú frekvenciaviszonyok illetve zenei intervallumok logaritmikus skálában való lineáris kezelését lehetővé tévő mértékegység, melyet elsősorban a különféle temperálások és a bennük megalkotható hangközök összevetésére használnak. Az oktáv 1200 centből áll, a kiegyenlített hangolásban pedig 100 cent ad ki egy temperált félhangot (innen származik a mértékegység neve).

## Előnye
A hang fizikai tulajdonságai közül a frekvencia a fül számára a legfontosabb, mivel ezt érzékeli hangmagasságként. Kétszeres frekvencia vagy rezgésszám egy oktávval magasabb hangot jelent, például a 440 Hz-es kamara A fölött egy oktávval levő A hang frekvenciája 2 × 440 = 880 Hz. A hangmagasság tehát exponenciális skálájú, vagyis a hányados adja meg azt, milyen viszonyban van egymással két hang.
Mivel azonban az összeadás és kivonás lényegesen egyszerűbb művelet a szorzásnál és osztásnál, s a tényleges frekvenciák csak kivételesen lehetnek érdekesek, hiszen legtöbbször a viszonyok meghatározására van csupán szükségünk, így célszerű az eredetileg exponenciális skálát logaritmikusan linearizálni, majd ezen elvégezni a kívánt műveleteket, azaz összeadások és kivonások segítségével egymáshoz hasonlítani az egyes hangokat: ezen linearizálást teszi lehetővé a cent mértékegység alkalmazása. Használatával az oktáv 2:1 arányát 1200 fokú lineáris skálává alakítjuk, amiben immár a számtani különbségek adják meg a hangközviszonyokat.

## Képletek

### Átváltás

#### Q-ról C-re
A gyakorlatban általában arra van szükség, hogy frekvenciaviszonyokat (Qfr) váltsunk át centre (C), amihez az alábbi képletek valamelyike használható:
{\displaystyle C=1200\cdot \log _{2}Q_{fr}=1200\cdot {\frac {\log _{10}Q_{fr}}{\log _{10}2}}\approx 3986{,}314\cdot \log _{10}Q_{fr}}
Például a tiszta nagyterc (viszonyszám 5/4) centértéke:
{\displaystyle C=1200\cdot \log _{2}\left({\frac {5}{4}}\right)=1200\cdot {\frac {\log _{10}1{,}25}{\log _{10}2}}\approx 386{,}314}

#### C-ről Q-ra
A fordított átalakításhoz, vagyis a centérték frekvenciaviszonyra való átszámításához a következő képlet alkalmazható:
{\displaystyle Q_{fr}=\left({\sqrt[{1200}]{2}}\right)^{C}={\sqrt[{1200}]{2^{C}}}=2^{\frac {C}{1200}}}
Például az előbb kapott centérték visszahelyettesítve:
{\displaystyle Q_{fr}=\left({\sqrt[{1200}]{2}}\right)^{386{,}314}={\sqrt[{1200}]{2^{386{,}314}}}=2^{\frac {386{,}314}{1200}}\approx 1{,}25={\frac {5}{4}}}

### Levezetés
A feladat az oktáv adott számú egyenlő részre osztása úgy, hogy a fül minden egyes lépést azonos magasságkülönbségnek érezzen. Mivel a frekvencia exponenciálisan nő, miközben a magasságkülönbség-érzet azonos marad, így a feladatunk megoldásához minden lépésnek ugyanazon arányban kell állnia az előzővel, vagyis a részeknek mértani sorozatot kell alkotniuk.
Először – az egyszerűség kedvéért – 5 oktávnyi skálát (viszonyszám 1:32) osszunk fel 5 egyenlő részre, vagyis alkossuk meg azon hattagú skálát, amelynek az eleje 1, vége 32, s minden eleme egyenlő arányban van az előzőhöz képest, azaz amelyik skála mértani sorozat.
A mértani sorozat n. tagjának (an) értéke:
{\displaystyle a_{n}=a_{1}\cdot q^{n-1}}, ahol a1 az első elem, q pedig a hányados.
Most a q értékét akarjuk meghatározni, ezért a képletet átrendezzük:
{\displaystyle q={\sqrt[{n-1}]{\frac {a_{n}}{a_{1}}}}}
Jelen esetben n=6, a1=1, a6=32, vagyis:
{\displaystyle q={\sqrt[{5}]{32}}=2}
A kapott mértani sorozat tehát:
1, 2, 4, 8, 16, 32
Ha 1 oktávot (1:2), akarunk felosztani n részre, akkor a képletünk:
{\displaystyle q={\sqrt[{n}]{2}}}
A cent a definíció szerint az oktáv 1200-ad része, vagyis:
{\displaystyle 1\ \mathrm {cent} ={\sqrt[{1200}]{2}}=2^{\frac {1}{1200}}}
illetve:
{\displaystyle n\ \mathrm {cent} =\left({\sqrt[{1200}]{2}}\right)^{n}={\sqrt[{1200}]{2^{n}}}=2^{\frac {n}{1200}}}
frekvenciaviszonyban kifejezve, azaz:
{\displaystyle Q_{fr}=\left({\sqrt[{1200}]{2}}\right)^{C}={\sqrt[{1200}]{2^{C}}}=2^{\frac {C}{1200}}}
Ebből a hatványozás és a logaritmus összefüggését felhasználva:
{\displaystyle \log _{2}{Q_{fr}}={\frac {C}{1200}}}
vagyis
{\displaystyle C=1200\cdot \log _{2}Q_{fr}}

## Használati példák

### 1. példa
Számítsuk ki a tiszta hangközök centértékeit a frekvenciaarányokból!
| Hangköz neve | Arányszám                        | Számítás                                                       | Centérték |
| ------------ | -------------------------------- | -------------------------------------------------------------- | --------- |
| Oktáv        | {\displaystyle {\frac {2}{1}}\,} | {\displaystyle 1200\cdot \log _{2}\left({\frac {2}{1}}\right)} | 1200      |
| Kvint        | {\displaystyle {\frac {3}{2}}\,} | {\displaystyle 1200\cdot \log _{2}\left({\frac {3}{2}}\right)} | 701,955   |
| Kvart        | {\displaystyle {\frac {4}{3}}\,} | {\displaystyle 1200\cdot \log _{2}\left({\frac {4}{3}}\right)} | 498,045   |
| Nagyterc     | {\displaystyle {\frac {5}{4}}\,} | {\displaystyle 1200\cdot \log _{2}\left({\frac {5}{4}}\right)} | 386,314   |
| Kisterc      | {\displaystyle {\frac {6}{5}}\,} | {\displaystyle 1200\cdot \log _{2}\left({\frac {6}{5}}\right)} | 315,641   |

### 2. példa
Számítsuk ki a püthagoraszi és a szintonikus komma értékét centekben és frekvenciaviszonyokban!
a) Püthagoraszi komma (12 tiszta kvint és 7 oktáv különbsége):
Centekben:
{\displaystyle C_{pK}=12\cdot 701{,}955-7\cdot 1200=8423{,}46-8400=23{,}46}
Átszámítva frekvenciaviszonyra:
{\displaystyle Q_{pK}=2^{\frac {23{,}46}{1200}}\approx 1{,}0136432}
Frekvenciaviszonyokban számolva:
{\displaystyle Q_{pK}={\frac {\left({\frac {3}{2}}\right)^{12}}{\left({\frac {2}{1}}\right)^{7}}}={\frac {1{,}5^{12}}{2^{7}}}\approx {\frac {129{,}746}{128}}\approx 1{,}0136432}
Átszámítva centre:
{\displaystyle C_{pK}=1200\cdot \log _{2}{1{,}0136432}=1200\cdot {\frac {\log _{10}{1{,}0136432}}{\log _{10}2}}\approx 23{,}46}
Láthatóan a centekben való számításkor hatványozás helyett szorzás, osztás helyett pedig kivonás szerepel, vagyis a számolás lényegesen egyszerűsödik.
b) Szintonikus komma (a püthagoraszi – 4 tiszta kvint által kiadott – és a tiszta nagyterc különbsége):
Centekben
{\displaystyle C_{sK}=(4\cdot 701{,}955-2\cdot 1200)-386{,}314=407{,}82-386{,}314=21{,}506}
Átszámítva frekvenciaviszonyra:
{\displaystyle Q_{sK}=2^{\frac {21{,}506}{1200}}\approx 1{,}0125}
Frekvenciaviszonyokban számolva:
{\displaystyle Q_{sK}={\frac {\frac {\left({\frac {3}{2}}\right)^{4}}{2^{2}}}{\frac {5}{4}}}={\frac {\frac {81}{64}}{\frac {5}{4}}}={\frac {81}{80}}=1{,}0125}
Átszámítva centre:
{\displaystyle C_{sK}=1200\cdot \log _{2}{1{,}0125}=1200\cdot {\frac {\log _{10}{1{,}0125}}{\log _{10}2}}\approx 21{,}506}

## Története
A cent használatát az angol Alexander John Ellis (1814–1890) javasolta Hermann von Helmholtz Die Lehre von den Tonempfindungen als physiologische Grundlage für die Theorie der Musik (A hangérzékelés tana, mint a zeneelmélet fiziológiai alapja) című műve általa készített angol fordításának (On the Sensations of Tone – 1875) függelékében.
Érdekességként megemlíthető, hogy a zenei szisztéma, a hangjegyek lejegyzésére szolgáló rendszer is lineáris leképezése (azaz logaritmikus ábrázolása) az exponenciális hangskálának, hiszen minden oktáv, függetlenül a hangmagasságtól, azonos távolságú, illetve minden más hangköz is megtartja az állandó lineáris különbséget. Bármennyire meglepő, itt már tudatos linearizálásról kell beszélnünk, még ha az első szisztémák a középkor elején is készültek: ugyanis a hangközviszonyok exponenciális természete Püthagorasz munkái nyomán már kezdettől fogva ismert volt, s a gitár- illetve lantbundok megalkotásához – amelyek szép példái a logaritmikus skálának – szükség volt ezen hosszviszonyok világos ismeretére, vagyis a tabulatúrák és lejegyzések tudatosan szakítottak a természetes ábrázolással az áttekinthetőség kedvéért.